# Planetoide

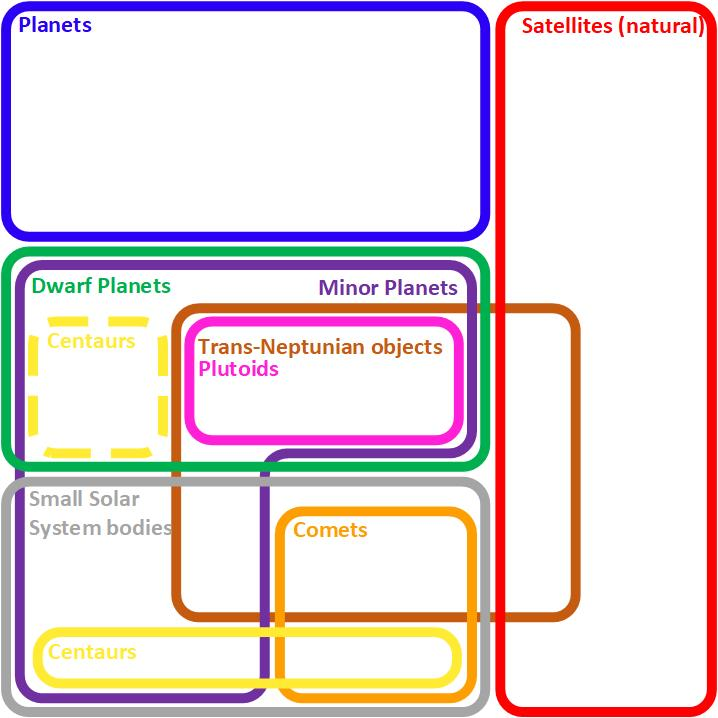
Diagrama de Euler que muestra los tipos de cuerpos del sistema solar según la IAU.

Los términos planeta menor y planetoide aluden a una clasificación, actualmente en desuso, que hasta 2006 englobaba los cuerpos del sistema solar que, no siendo satélites ni cometas, resultaban ser más pequeños que los planetas «tradicionales» pero más grandes que los meteoroides, comúnmente definidos con un tamaño máximo de 10 m.
Los planetas menores incluyen asteroides (objetos cercanos a la Tierra, asteroides que cruzan Marte, asteroides del cinturón principal y troyanos de Júpiter) , así como planetas menores distantes (centauros y objetos transneptunianos), la mayoría de los cuales residen en el cinturón de Kuiper y el disco disperso. Hasta mayo de 2022, hubo 1 131 201 objetos conocidos, divididos en 611 678 numerados (descubrimientos asegurados) y 519 523 sin numerar de planetas menores, con solo cinco de ellos reconocidos oficialmente como un planeta enano.
El primer planeta menor que se descubrió fue Ceres en 1801. El término «planeta menor» se ha utilizado desde el siglo XIX para describir estos objetos. El término «planetoide» también se ha utilizado, especialmente para objetos planetarios más grandes, como los que la UAI ha llamado planeta enano desde 2006. Históricamente, los términos «asteroide», «planeta menor» y «planetoide» han sido más o menos sinónimos. Esta terminología se ha vuelto más complicada por el descubrimiento de numerosos planetas menores más allá de la órbita de Júpiter, especialmente objetos transneptunianos que generalmente no se consideran asteroides. Un planeta menor visto liberando gas puede clasificarse como un cometa.
Los objetos se llaman planetas enanos si su propia gravedad es suficiente para alcanzar el equilibrio hidrostático y formar una forma elipsoide. Todos los demás planetas menores y cometas se denominan «cuerpos menores del Sistema Solar». La UAI declaró que el término «planeta menor» aún puede usarse, pero se preferirá el término «cuerpo menor del Sistema Solar». Sin embargo, a efectos de numeración y denominación, todavía se utiliza la distinción tradicional entre planeta menor y cometa.

## Poblaciones
Se han descubierto cientos de miles de planetas menores dentro del sistema solar y cada mes se descubren miles más. El Centro de Planetas Menores ha documentado más de 213 millones de observaciones y 794 832 planetas menores, de los cuales 541 128 tienen órbitas lo suficientemente bien conocidas como para asignarles números oficiales permanentes. De ellos, 21 922 tienen nombre oficial. A partir del ocho de noviembre de 2021, el planeta menor sin nombre con menor número es (4596) 1981 QB, y el planeta menor con nombre de mayor número es 594913 ꞌAylóꞌchaxnim.
Existen varias poblaciones de planetas menores:
- Asteroides; tradicionalmente, la mayoría han sido cuerpos del sistema solar interior.[6]
  - Asteroides cercanos a la Tierra, aquellos cuyas órbitas los llevan dentro de la órbita de Marte. Se utiliza otra subclasificación de éstos, basada en la distancia orbital:[12]
    - Asteroide Apoheles orbitan dentro de la distancia de perihelio de la Tierra y por lo tanto están contenidos completamente dentro de la órbita de la Tierra.
    - Asteroide Atens, aquellos que tienen semiejes mayores menores que el de la Tierra y afelio (distancia más alejada del Sol) mayor que 0.98 UA.
    - Asteroides Apolo son aquellos asteroides con un semieje mayor que el de la Tierra y que tienen una distancia de perihelio igual o inferior a 1.02 UA. Al igual que los asteroides Aten, los asteroides Apolo son asteroides que cruzan la órbita de la Tierra.
    - Asteroide Amor son aquellos asteroides cercanos a la Tierra que se acercan a la órbita de la Tierra desde más allá pero no la cruzan. Los asteroides Amor se subdividen a su vez en cuatro subgrupos, dependiendo de dónde caiga su semieje mayor entre la órbita de la Tierra y el cinturón de asteroides;

  - Troyanos terrestres, asteroides que comparten la órbita de la Tierra y están gravitatoriamente ligados a ella. En 2022 se conocían dos troyanos terrestres: 2010 TK7 y 2020 XL5.[13]
  - Troyanos de Marte, asteroides que comparten la órbita de Marte y están gravitacionalmente unidos a él. En 2007 se conocían ocho asteroides de este tipo.[14][15]
  - Cinturón de asteroides, cuyos miembros siguen órbitas aproximadamente circulares entre Marte y Júpiter. Son el grupo original y más conocido de asteroides.
  - Troyanos de Júpiter, asteroides que comparten la órbita de Júpiter y están gravitatoriamente ligados a él. Numéricamente se estima que igualan a los asteroides del cinturón principal.
- Cuerpos menores distantes; término genérico para planetas menores del sistema solar exterior.
  - Centauros, cuerpos del sistema solar exterior situados entre Júpiter y Neptuno. Tienen órbitas inestables debido a la influencia gravitatoria de los planetas gigantes, por lo que deben proceder de otro lugar, probablemente fuera de Neptuno.[16]
  - Troyanos de Neptuno, cuerpos que comparten la órbita de Neptuno y están gravitatoriamente ligados a él. Aunque sólo se conocen unos pocos, hay pruebas de que los troyanos de Neptuno son más numerosos que los asteroides del cinturón de asteroides o que los troyanos de Júpiter.[17]
  - Objetos transneptunianos, cuerpos en o más allá de la órbita de Neptuno, el planeta más exterior.
    - El Cinturón de Kuiper, objetos dentro de una aparente caída de población aproximadamente a 55 UA del Sol.
      - Objetos clásicos del cinturón de Kuiper, también conocidos como cubewanos, como por ejemplo Makemake. Se encuentran en órbitas primordiales relativamente circulares que no están en resonancia con Neptuno.
      - Objetos resonantes del cinturón de Kuiper
        - Plutinos, cuerpos como Plutón que están en resonancia 2:3 con Neptuno.

    - Disco disperso objetos como Eris, con afelios fuera del cinturón de Kuiper. Se cree que fueron dispersados por Neptuno.
      - Objetos resonantes de disco disperso.

    - Objetos separados como Sedna, con afelios y perihelios fuera del cinturón de Kuiper.
      - Sednoides, objetos desprendidos con perihelios superiores a 75 UA (Sedna, 2012 VP113, y Leleākūhonua).

    - La nube de Oort, una población hipotética que se cree que es la fuente de cometas de periodo largo que puede extenderse hasta 50 000 UA desde el Sol.

## Definición

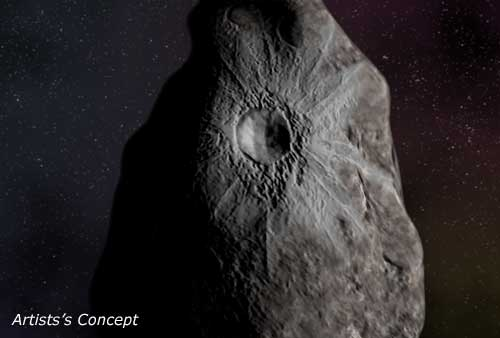
Dibujo de un planetoide

Esta distinción se realizaba basándose en la apariencia visual al efectuarse su descubrimiento; los cometas debían mostrar una coma, y eran listados en sus propios catálogos. En contraste, los planetas menores aparecen como estrellas («asteroide», del griego αστεροειδές, asteroides = «como estrella», «con forma de estrella», del griego antiguo Aστήρ, astēr = «estrella»), y reciben una denominación provisional anual en el orden de su descubrimiento y una designación (número consecutivo) y nombre si su existencia está bien establecida con una órbita determinada. Tras la reunión de la Unión Astronómica Internacional (IAU) de 2006 se redefinieron las categorías de objetos celestes en tres tipos: planeta, planeta enano y cuerpo menor del sistema solar, por lo que el término «planeta menor» perdió su vigencia, pudiéndose utilizar ahora de forma oficiosa como equivalente de cuerpo menor del sistema solar, es decir, para designar de forma genérica a todos aquellos cuerpos que, sin ser satélites, no han alcanzado un tamaño suficiente como para adoptar una forma esencialmente esférica, atributo identificador de los planetas, tanto de los «tradicionales» o «mayores» como de los «enanos».
A pesar de que la categoría planeta menor ya no es oficial, sí ha mantenido ese nombre el catálogo de planetas menores de la UAI. Al no haberse creado un catálogo propio para la reciente categoría de planeta enano, la UAI ha seguido asignando un número en el catálogo de planetas menores a esta nueva categoría de cuerpos celestes, motivo que, unido a la tradición, provoca que algunos autores sigan empleando el término planeta menor para referirse a los «planetas enanos», aunque estrictamente no lo sean.
Es relativamente común utilizar indistintamente las denominaciones «asteroide», planetoide y planeta menor, si bien en ambientes científicos el término asteroide suele reservarse para los objetos ubicados en el cinturón de asteroides entre Marte y Júpiter, mientras que los objetos situados en el cinturón de Kuiper o, en general, más allá de la órbita de Neptuno suelen denominarse objetos transneptunianos.[cita requerida]

## Historia
El primer planeta menor fue Ceres, descubierto el 1 de enero de 1801 por el italiano Giuseppe Piazzi. Ceres fue considerado originalmente un nuevo planeta, aunque luego se le rebajó a asteroide o planeta menor, y desde 2006 está clasificado como planeta enano. William Herschel, descubridor de Urano, acuñó el término «asteroide» para los primeros objetos descubiertos en el siglo XIX, los cuales orbitan el sol entre Marte y Júpiter, y generalmente en una órbita de baja excentricidad relativa. Desde entonces se han encontrado planetas menores en todas las órbitas planetarias desde Mercurio hasta Neptuno, y un número creciente de objetos transneptunianos (en inglés: trans neptunian objects o TNO) más allá de la órbita de Neptuno.
Los planetas menores se clasificaban en grupos y familias basados en las características de sus órbitas. Además de estas extensas divisiones, se acostumbraba a denominar un grupo de asteroides a partir del primer miembro del grupo descubierto (normalmente el mayor). Mientras que los «grupos» son asociaciones dinámicas relativamente sueltas, las «familias» son más estables y coherentes. Las «familias» solo se reconocen dentro del cinturón de asteroides, y fueron reconocidas por primera vez por Kiyotsugu Hirayama en 1918, siendo llamadas «familias Hirayama» en su honor.
Eris es un planeta enano y un satélite, pero antes fue planetoide.

## Propiedades físicas de los cometas y planetas menores
Comisión 15 de la Unión Astronómica Internacional se dedica al Estudio Físico de Cometas y Planetas Menores.
Los datos de archivo sobre las propiedades físicas de los cometas y planetas menores se encuentran en el archivo PDS Asteroid/Dust Archive. Incluye características físicas estándar de los asteroides como las propiedades de los sistemas binarios, tiempos y diámetros de ocultación, masas, densidades, periodos de rotación, temperaturas superficiales, albedos, vectores de espín, taxonomía y magnitudes y pendientes absolutas. Además, European Asteroid Research Node (E.A.R.N.), una asociación de grupos de investigación de asteroides, mantiene una Base de Datos de Propiedades Físicas y Dinámicas de Asteroides Cercanos a la Tierra.

## Propiedades medioambientales
Las características ambientales tienen tres aspectos: ambiente espacial, ambiente superficial y ambiente interno, incluyendo propiedades ambientales geológicas, ópticas, térmicas, radiológicas, etc., que son la base para comprender las propiedades básicas de los planetas menores, llevar a cabo investigaciones científicas, y también son una base de referencia importante para diseñar la carga útil de las misiones de exploración

### Entorno de radiación
Sin la protección de una atmósfera y su propio campo magnético intenso, la superficie del planeta menor está directamente expuesta al entorno de radiación circundante. En el espacio cósmico donde se encuentran los planetas menores, la radiación en la superficie de los planetas se puede dividir en dos categorías según sus fuentes: una proviene del sol, incluyendo radiación electromagnética del sol, y radiación ionizante del viento solar y partículas de energía solar; la otra proviene del sol fuera del sistema solar, es decir, rayos cósmicos galácticos, etc.

### Entorno óptico
Normalmente, durante un período de rotación de un planeta menor, el albedo de un planeta menor cambiará ligeramente debido a su forma irregular y a la distribución desigual de la composición material. Este pequeño cambio se reflejará en el cambio periódico de la curva de luz del planeta, que puede ser observada por equipos terrestres, con el fin de obtener la magnitud del planeta, el periodo de rotación, la orientación del eje de rotación, la forma, la distribución del albedo y las propiedades de dispersión. En general, el albedo de los planetas menores suele ser bajo, y la distribución estadística global es bimodal, correspondiendo a planetas menores de tipo C (media 0.035) y de tipo S (media 0.15). En la misión de exploración de planetas menores, la medición del albedo y de los cambios de color de la superficie del planeta es también el método más básico para conocer directamente la diferencia en la composición material de la superficie del planeta.

### Entorno geológico
El entorno geológico de la superficie de los planetas menores es similar al de otros cuerpos celestes desprotegidos, siendo el rasgo geomorfológico presente más extendido los cráteres de impacto: sin embargo, el hecho de que la mayoría de los planetas menores sean escombreras, estructuras sueltas y porosas, confiere a la acción de impacto sobre la superficie de los planetas menores unas características únicas. En planetas menores muy porosos, los pequeños impactos producen mantos de salpicaduras similares a los impactos comunes: mientras que en los grandes impactos predomina la compactación y es difícil que se formen mantos de salpicaduras, y cuanto más tiempo reciben los planetas esos grandes impactos, mayor es la densidad general. Además, el análisis estadístico de los cráteres de impacto es un medio importante para obtener información sobre la edad de la superficie de un planeta. Aunque el método de datación Crater Size-Frequency Distribution (CSFD), comúnmente utilizado en superficies de planetas menores, no permite obtener edades absolutas, puede utilizarse para determinar las edades relativas de diferentes cuerpos geológicos a efectos comparativos. Además del impacto, hay una variedad de otros efectos geológicos ricos en la superficie de los planetas menores, como el desgaste de masa en laderas y paredes de cráteres de impacto, rasgos lineales a gran escala asociados con graben, y el transporte electrostático de polvo. Mediante el análisis de los diversos procesos geológicos en la superficie de los planetas menores, es posible conocer la posible actividad interna en esta etapa y parte de la información evolutiva clave sobre la interacción a largo plazo con el medio externo, lo que puede conducir a alguna indicación de la naturaleza del origen del cuerpo progenitor. Muchos de los planetas más grandes suelen estar cubiertos por una capa de suelo (regolito) de espesor desconocido. En comparación con otros cuerpos sin atmósfera del sistema solar (por ejemplo, la Luna), los planetas menores tienen campos gravitatorios más débiles y son menos capaces de retener material de grano fino, lo que se traduce en un tamaño algo mayor de la capa de suelo superficial. Las capas de suelo están inevitablemente sometidas a una intensa meteorización espacial que altera sus propiedades físicas y químicas debido a la exposición directa al entorno espacial circundante. En los suelos ricos en silicatos, las capas externas de Fe se reducen a Fe en nanofase (np-Fe), que es el principal producto de la meteorización espacial. En el caso de algunos planetas pequeños, sus superficies están más expuestas en forma de cantos rodados de diversos tamaños, de hasta 100 metros de diámetro, debido a su menor atracción gravitatoria. Estas rocas son de gran interés científico, ya que pueden ser material profundamente enterrado excavado por la acción de un impacto o fragmentos del cuerpo madre del planeta que han sobrevivido. Las rocas proporcionan información más directa y primitiva sobre el material del interior del planeta menor y la naturaleza de su cuerpo madre que la capa de suelo, y los diferentes colores y formas de las rocas indican diferentes fuentes de material en la superficie del planeta menor o diferentes procesos evolutivos.

### Entorno magnético
Normalmente, en el interior del planeta, la convección del fluido conductor generará un campo magnético grande y fuerte. Sin embargo, el tamaño de un planeta menor es generalmente pequeño y la mayoría de los planetas menores tienen una estructura de «pila de piedra triturada», y básicamente no hay una estructura de «dinamo» en su interior, por lo que no generará un campo magnético dipolar autogenerado como la Tierra. Pero algunos planetas menores sí tienen campos magnéticos, porque, por un lado, algunos planetas menores tienen Magnetismo remanente: si el cuerpo progenitor tenía un campo magnético o si el cuerpo planetario cercano tiene un fuerte campo magnético, las rocas del cuerpo progenitor se magnetizarán durante el proceso de enfriamiento y el planeta formado por la fisión del cuerpo progenitor seguirá conservando remanencia, que también puede detectarse en meteoritos extraterrestres de los planetas menores; por otro lado, si los planetas menores están compuestos de material conductor de la electricidad y su conductividad interna es similar a la de los meteoritos que contienen carbono o hierro, es probable que la interacción entre los planetas menores y el viento solar sea de inducción unipolar, dando lugar a un campo magnético externo para el planeta menor. Además, los campos magnéticos de los planetas menores no son estáticos; los impactos, la meteorización en el espacio y los cambios en el ambiente térmico pueden alterar los campos magnéticos existentes de los planetas menores. En la actualidad, no hay muchas observaciones directas de campos magnéticos de planetas menores, y los pocos proyectos de detección de planetas existentes suelen llevar magnetómetros, con algunos objetivos como Gaspra y Braille se ha medido que tienen fuertes campos magnéticos cercanos, mientras que otros como Lutetia no tienen campo magnético.